# Otto Georg Wetterstrand

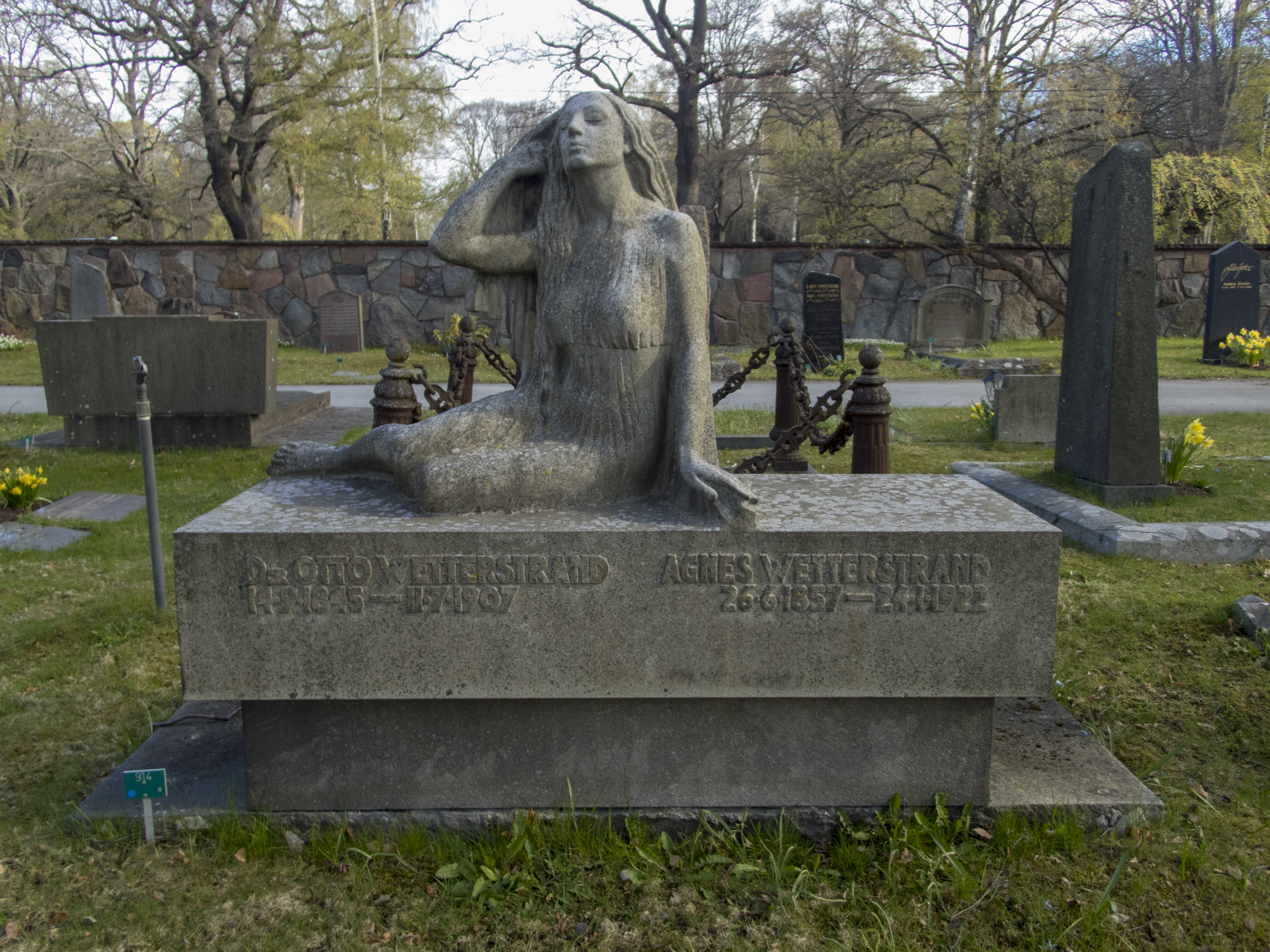
Otto Georg Wetterstrands gravvård

Otto Georg Wetterstrand, Otto G. Wetterstrand, född 14 september 1845 i Skövde, död 11 juli 1907 i Adolf Fredriks församling, Stockholm,, var en svensk läkare och psykoterapeut.
Wetterstrand blev student vid Uppsala universitet 1862, medicine kandidat där 1867 och medicine licentiat vid Karolinska institutet 1871 samt var 1873-88 distriktsläkare i Adolf Fredriks församling i Stockholm.
Han var den förste svenske läkare, som ägnade sig åt den s.k. suggestiva psykoterapin, och utgav i detta ämne flera arbeten, bl.a. Der Hypnotismus und dessen Anwendung in der praktischen Medicin (Wien och Leipzig, 1891). Han åtnjöt som psykoterapeut europeisk ryktbarhet och många läkare, både svenska och utländska, studerade hos honom.

## Skrifter
- Wetterstrand, Otto Georg. Hypnotism and Its Application to Practical Medicine. Translated by Henrik G. Petersen. New York: G.P. Putnam’s Sons, 1897. http://archive.org/details/66630840R.nlm.nih.gov.